# Statua di Carlo V

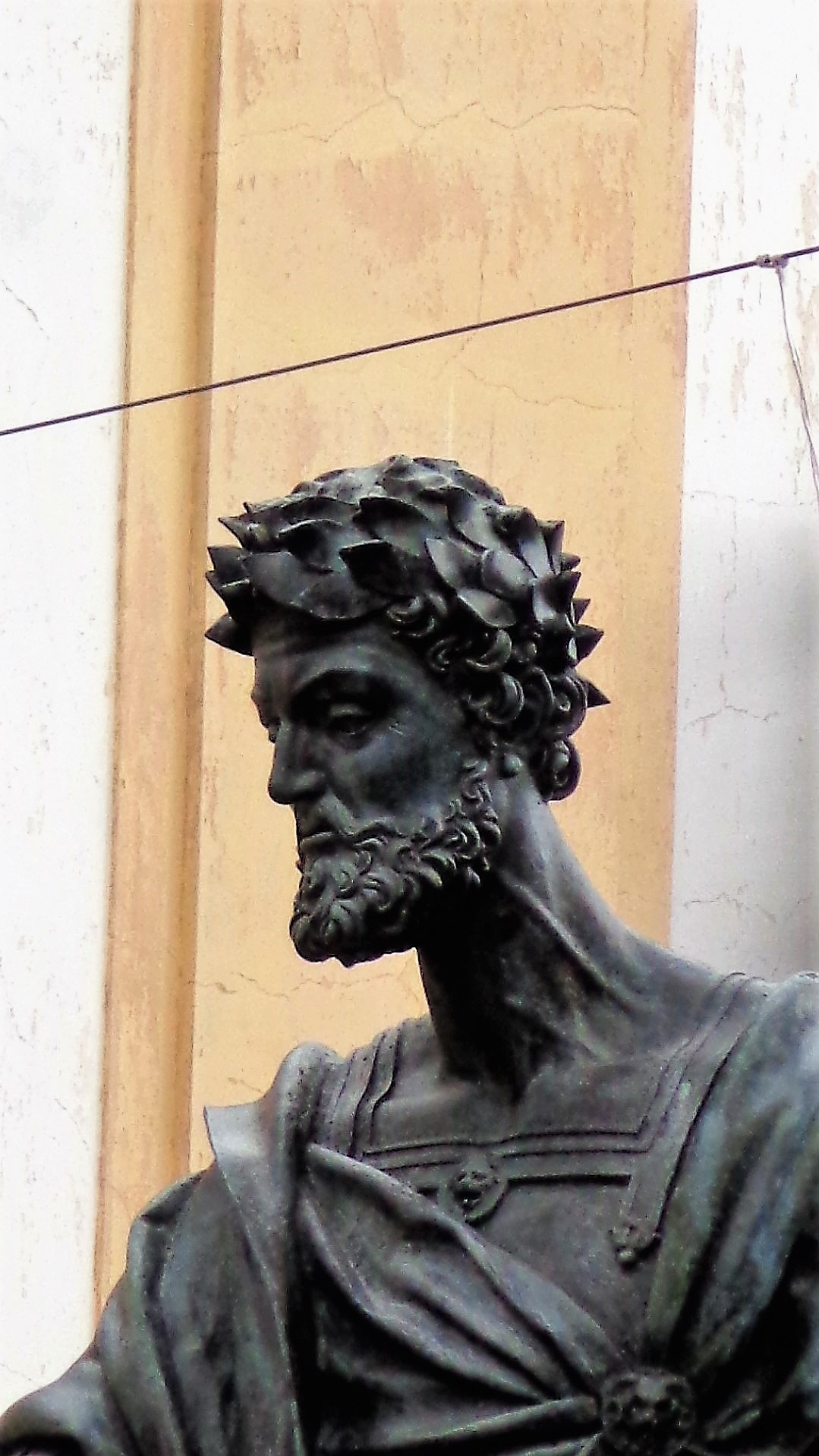
Dettaglio statua Carlo V.

La statua di Carlo V è un monumento di Palermo posto in Piazza Bologni nel quartiere Albergheria.

## Storia

### Epoca spagnola
Il 19 di agosto 1631,  nella piazza fu innalzato il monumento a Carlo V d'Asburgo con piedistallo di marmo, opera di Scipione Li Volsi, statua qui assemblata nonostante fosse concepita per essere installata al centro dei Quattro Canti, Pretore cittadino Mario Gambacorta, marchese della Motta, sindaco Giacomo Agliata e Filippo Bonanno Colonna.
In effetti era stata fusa una seconda statua raffigurante il sovrano Filippo IV, anch'essa concepita per abbellire uno dei quattro cantonali del Teatro del Sole o piazza Villena, in seguito destinata al Teatro marmoreo dell'attuale Piazza del Parlamento (primitivo piano di palazzo reale), fu successivamente rifusa per assumere dimensioni maggiori e poi definitivamente distrutta durante i moti cittadini legati alla rivoluzione siciliana del 1848.
Il bronzo raffigurante l'imperatore del Sacro Romano Impero, fu collocato sul basamento in una posizione che richiama quella attuale ai margini dello stradone del Cassaro.
Carlo V è raffigurato vestito da antico guerriero con l'armatura, calzari, con la fronte cinta con una corona d'alloro, in posizione eretta, la spada al fianco, la mano sinistra appoggiata al bastone - allegoria del comando - e il braccio destro proteso in avanti col palmo della mano aperto nell'atto di pronunciare il giuramento d'osservanza dei Capitoli del Regno, dei Privilegi e Consuetudini della Città di Palermo. Atto solenne di riconfermazione quale Re di Sicilia - di transito nell'isola dopo la vittoriosa campagna della conquista di Tunisi - nelle mani di Giovanni Omodeo, vescovo di Mazara del Vallo, rappresentante, vicario e procuratore del vescovo di Palermo Giovanni Carandolet.
Il basamento marmoreo con scolpiti trofei militari di Giacomo Cirasolo e Luigi Geraci fu perfezionato due anni più tardi, completamento suggellato dell'iscrizione posta sotto l'Idra con sette teste rivolta ad occidente (allegoria dell'eresia luterana), la quale recita "Travagli Carrarinus fecit 1632", riferimento allo scultore toscano Nicolò Travaglia.
Il basamento presenta altorilievi su tutte le superfici laterali e altrettanti cartigli marmorei con iscrizioni in corrispondenza del ripiano del basamento.
Sulla parte anteriore della statua della libertà targa e l'iscrizione sovrastata da un'aquila bicipite imperiale, con le ali spiegate (allegoria dell'impero) "Felici tantum Caesar juravit in urbe". Un'altra iscrizione sulla faccia rivolta a sud recante scolpite due colonne ed il motto "plus ultra" (le Colonne d'Ercole allegoria dell'impero oltre lo stretto di Gibilterra).

### Epoca contemporanea
Nel ventennio i gerarchi che arringavano le folle adunate in questa, dai balconi di Palazzo Riso - edificio ubicato dirimpetto e sede della Casa del Fascio - la spostarono insieme al piedistallo, collocandola in fondo alla piazza.
Durante la Seconda Guerra Mondiale, la statua fu messa al sicuro e al termine del conflitto fu riassemblata nella posizione originaria.
|                 | N |  | E                          |  | S                 |  | W                                                                     |
| --------------- | --- |  | -------------------------- |  | ----------------- |  | --------------------------------------------------------------------- |
| Foto cartiglio  | |  |                            |  |                   |  |                                                                       |
| Testo cartiglio | D. Iacobvs Agliata Syndicvs D. Philippvs Bonanno Colvmna Aedelitii Operiis Præfectvs Curaverunt Anno Domini MDCXXXI xxx Vetvsto |  | ..... Lvtericæ Hydræ ..... |  | N. D.             |  | Novarum Gentivm Domitor Et Hercvle Et Romani Imperi Finievs Svperatis |
| Foto epigrafe   | |  |                            |  |                   |  |                                                                       |
| Testo epigrafe  | D.O.M. Carolo V Hassiaco Saxsonico Germanico Hispanico Gallico Africano Turcico Mexicano Pervano Moluceno Imperatori Ter Maximo Nulli Virtute Felicitate Pietate Secvundo Cuius Aetate Dinastyae Reges Heroes Und Congesti Secvlo Pl.....s Debiti Regnarunt Vt Vnivs Gloriae Servirvnt Regi Svo Invictissimo Benemerentissimo Cvm Clavsit Grata Panormvs |  | Bassorilievo Idra          |  | Vrbis ..... N. D. |  | Bassorilievo Colonne                                                  |

### Contesto storico
Contesto storico del passaggio, visita e riconferma del giuramento dell'imperatore Carlo V:
Il 12 settembre 1535, proveniente da Trapani, dopo una breve sosta ad Alcamo e una, più lunga, a Monreale, Carlo V giunse a Palermo.
Come visitatore di grandissimo prestigio e potere, come sovrano, come imperatore, come generale vittorioso fu ricevuto fuori delle porte cittadine. Magistrati, i nobili e i baroni della città e 100 giovani uscirono ad incontrarlo, attendendolo insieme al clero con un "palio" d'oro "lavorato ad aquile" e un cavallo bellissimo che gli fu offerto in dono. L'imperatore, tra il sindaco Guglielmo Spatafora e il capitano Pietro d'Afflitto, preceduto dalle schiere di schiavi turchi prigionieri e seguito dagli schiavi cristiani liberati, processionalmente entrò nella città, dirigendosi verso la cattedrale della Santa Vergine Maria Assunta dove il sindaco e altri patrizi si prosternarono in tre riverenze, presentando all'imperatore i privilegi della città e del Regno e chiedendogli di confermarli. L'imperatore rispose che la richiesta "era giusta" e "legittima", ripetendo la prassi appena seguita nella città di Trapani. Quindi, uscito dal tempio e rimontato a cavallo sotto il baldacchino, si diresse verso il Palazzo Reale percorrendo, tra edifici tappezzati con i colori della Casa d'Aragona, strade decorate con archi di trionfo che illustravano la presa di Tunisi, la fuga di Khayr al-Din Barbarossa, le "lodi" di Palermo.
... continua ...

## Curiosità
Interpretazioni circa la postura della figura:
La posa con la mano destra leggermente protratta in avanti, in atto di giurare fedeltà ai Capitoli del Regno di Sicilia, ai Privilegi e Consuetudini della Città di Palermo, ha per molti anni suscitato l'ilarità dei viaggiatori che giungevano a Palermo dalle province dell'Impero, i quali erano soliti affermare: "Per venire a Palermo ci vuole un sacco di soldi alto così".
Negli anni del dopoguerra del XX secolo, il detto è stato corretto dai cittadini palermitani: "Per vivere a Palermo ci vuole un sacco di soldi alto così".
Negli ultimi anni, i cittadini burloni hanno modificato ancora una volta il detto: "A Palermo, l'immondizia è alta sino qui".
Alle dita del palmo della mano aperta nell'atto di formulare il giuramento corrisponde il racconto popolare legato ai cinque giudici infedeli destinati ad essere scorticati vivi per la pessima amministrazione della giustizia causa corruzione e appropriamento indebito.